# VW Typ 181
Der VW Typ 181 Kurierwagen ist ein Geländewagen, der ab 1968 zunächst ausschließlich für die Bundeswehr produziert wurde. Er wurde bis 1980 hergestellt und außer an die Bundeswehr auch an andere Behörden wie den Bundesgrenzschutz und die Bereitschaftspolizei sowie an Privatleute verkauft. In Mexiko wurde der Typ 181 von 1970 bis 1980 als VW Safari gebaut. In den USA ist das Modell unter seinem Spitznamen The Thing bekannter geworden als unter seinem eigentlichen Namen, so dass Volkswagen of America diesen mit der Zeit dann auch in seinen Werbemitteln wie Fernsehwerbung, Poster und gar den Printkatalogen als Parallelbezeichnung verwendete, ohne die eigentliche Modellbezeichnung aus Mexiko aus ihrem Programm zu streichen.
Der 181 wurde in Indonesien von 1973 bis 1980 als VW Camat montiert. Die Exportausführung für andere Rechtslenker-Staaten hieß VW Trekker.

## Modellgeschichte

### Allgemeines

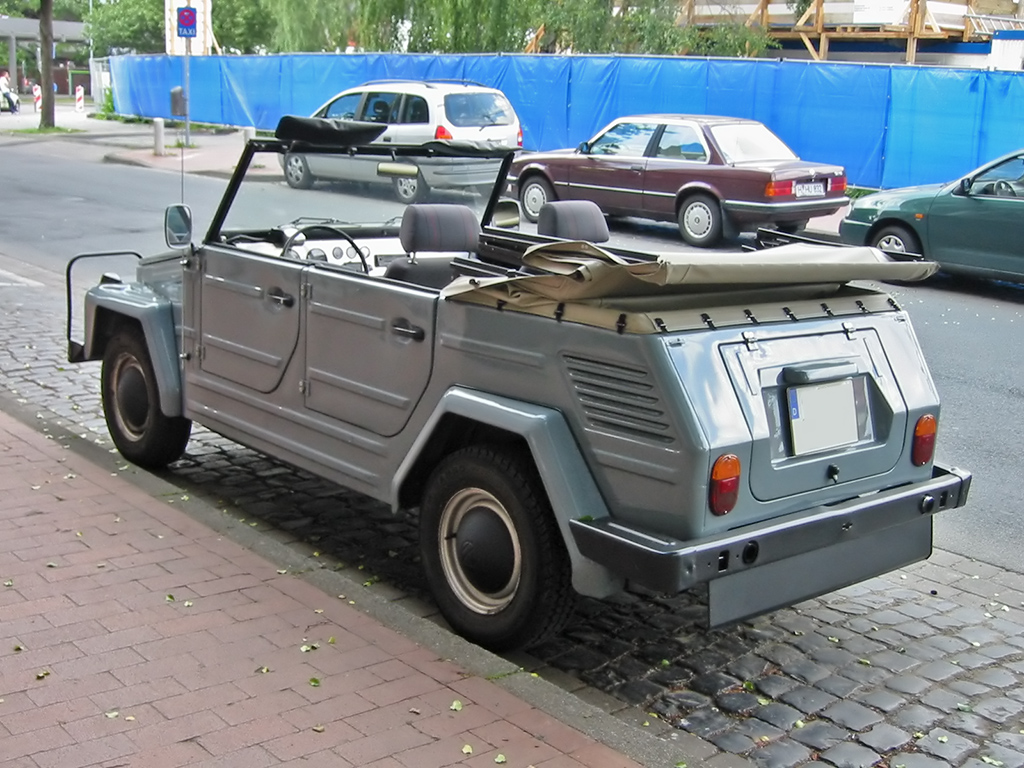
Heckansicht

Die Karriere des Kurierwagens begann als „Lückenbüßer“. Die Bundeswehr stand vor dem Problem, dass die Produktion des DKW Munga zum Jahresende 1968 auslief. Als Ersatz war eine Gemeinschaftsentwicklung von Frankreich, Italien und Deutschland, der Europa-Jeep, geplant, doch dieses Projekt kam nicht über die Planungsphase hinaus.
Bei der Suche nach einer Alternative fiel die Wahl auf Volkswagen. VW sollte auf Basis des VW Käfer den benötigten bedingt geländetauglichen Mehrzweckwagen konstruieren. Bei der Konstruktion konnte sich VW auf den in Australien entwickelten und 1967 präsentierten Country Buggy stützen, der von Volkswagen-Technikern im australischen Montagewerk in Clayton, Victoria entwickelt worden war. Die Ingenieure orientierten sich auch am VW Typ 82 (Kübelwagen) des Zweiten Weltkrieges.
Im September 1969 bei der Präsentation auf der Internationalen Automobil-Ausstellung in Frankfurt am Main erwies sich der VW 181 als Militärfahrzeug im Stil des Kübelwagens nur geringfügig moderner, aber größer und schwerer. Die kastenförmige Karosserie mit vier Halbtüren war dem Verwendungszweck und dem Stil der Zeit angepasst. Die Verkaufsbezeichnung Kurierwagen sollte eine namentliche Verbindung zum Kübelwagen der Wehrmacht vermeiden. Gleichwohl erhielt er unter den Soldaten schnell den Spitznamen „Kübel“.
Die Karosserie war mit einem Zentralrohr-Plattformrahmen verschraubt (eine in zahlreichen Punkten veränderte Plattform des Karmann Ghia Typ 14). Die Seitenholme (Schweller) der mittragenden Karosserie sorgten für die erforderliche Verwindungssteifigkeit. Bei anderen Komponenten wurde bereits vorhandene und robust handhabbare Technik verwendet. Vom VW Käfer 1500 wurden der luftgekühlte 1,5-Liter-Boxermotor mit 44 PS (32 kW), Kupplung, Instrumente, Lenkung und der 40-Liter-Tank übernommen. Das Getriebe und die Hinterachse mit Radvorgelegegetriebe stammten, leicht modifiziert, von dem 1967 eingestellten ersten VW-Transporter.
Die Bodenfreiheit wurde durch die Verwendung von Vorgelegegetrieben an den Hinterrädern erhöht.
Vier Trommelbremsen sorgten für eine ausreichende Verzögerung. Vor der Witterung waren die Insassen durch ein ungefüttertes Allwetter-Verdeck mit einem wasserabweisenden PVC-Bezug und Einsteckscheiben aus Polyglas geschützt. Die vorderen konnten nach vorne geklappt und mit zwei Druckknöpfen arretiert werden.
Der Innenraum wurde ausschließlich durch eine mit Benzin betriebene Schwingfeuerheizung (Standheizung) beheizt, die mit dem Reserverad vorne unter der Motorhaube ihren Platz hatte. Die zweistufig verstellbaren Vordersitze waren mit strapazierfähigem Kunstleder bezogen. Die Rücksitzbank ließ sich vollständig oder geteilt umklappen, was zusätzliche Ladefläche schuf. Bereits ein Jahr nach der Vorstellung des VW 181 gab es einen 1,6-Liter-Motor. Durch eine Reduzierung der Verdichtung von 1:7,5 auf 1:6,6 blieb die Leistung von 44 PS (32 kW) zwar unverändert, ermöglichte aber auch die Verwendung minderwertiger Kraftstoffe. Das Getriebe erhielt an den Vorgelegen eine längere Übersetzung; die Höchstgeschwindigkeit erhöhte sich dadurch auf 115 km/h (vorher 110 km/h).

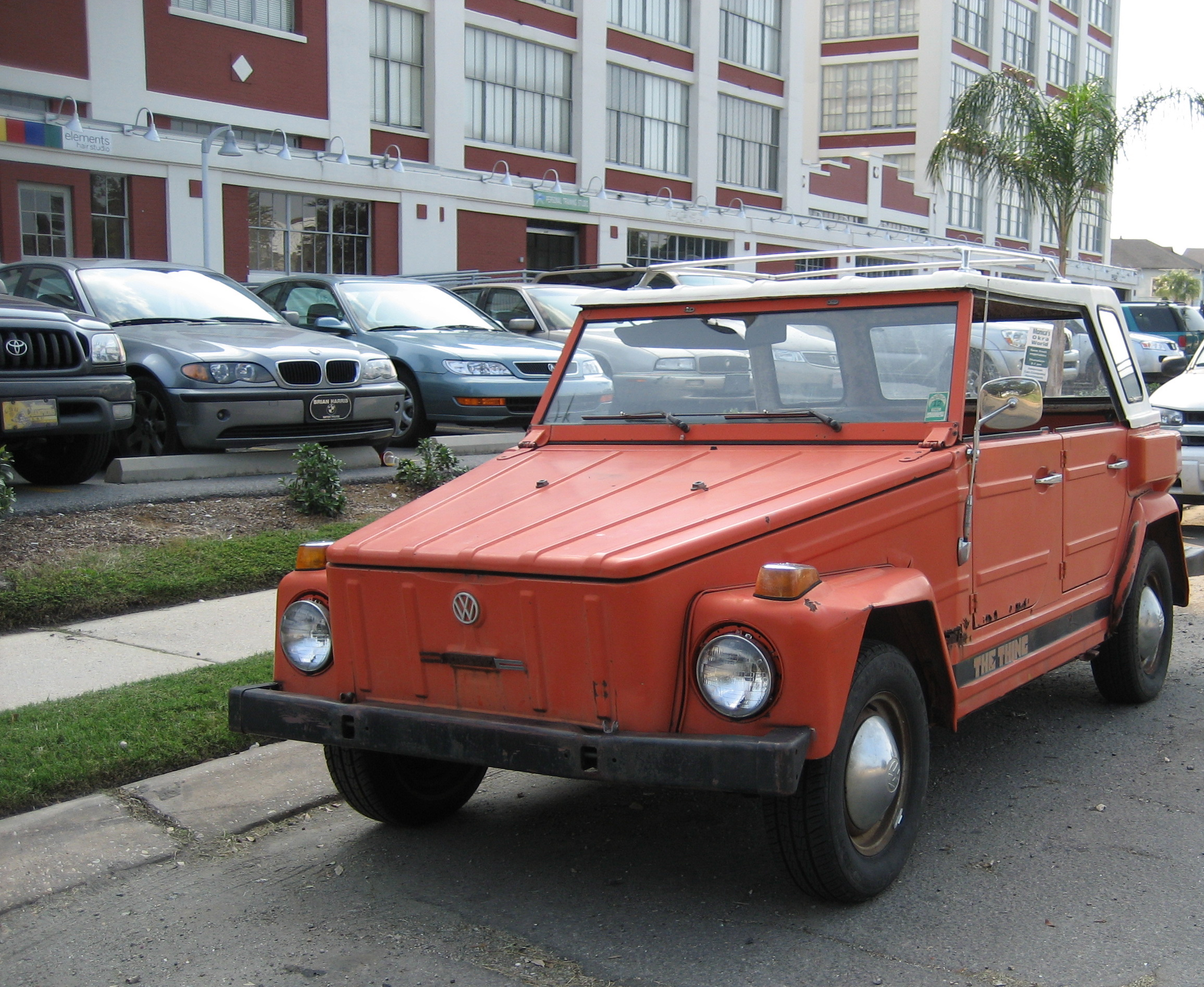
VW Type 182 Camat/Safari
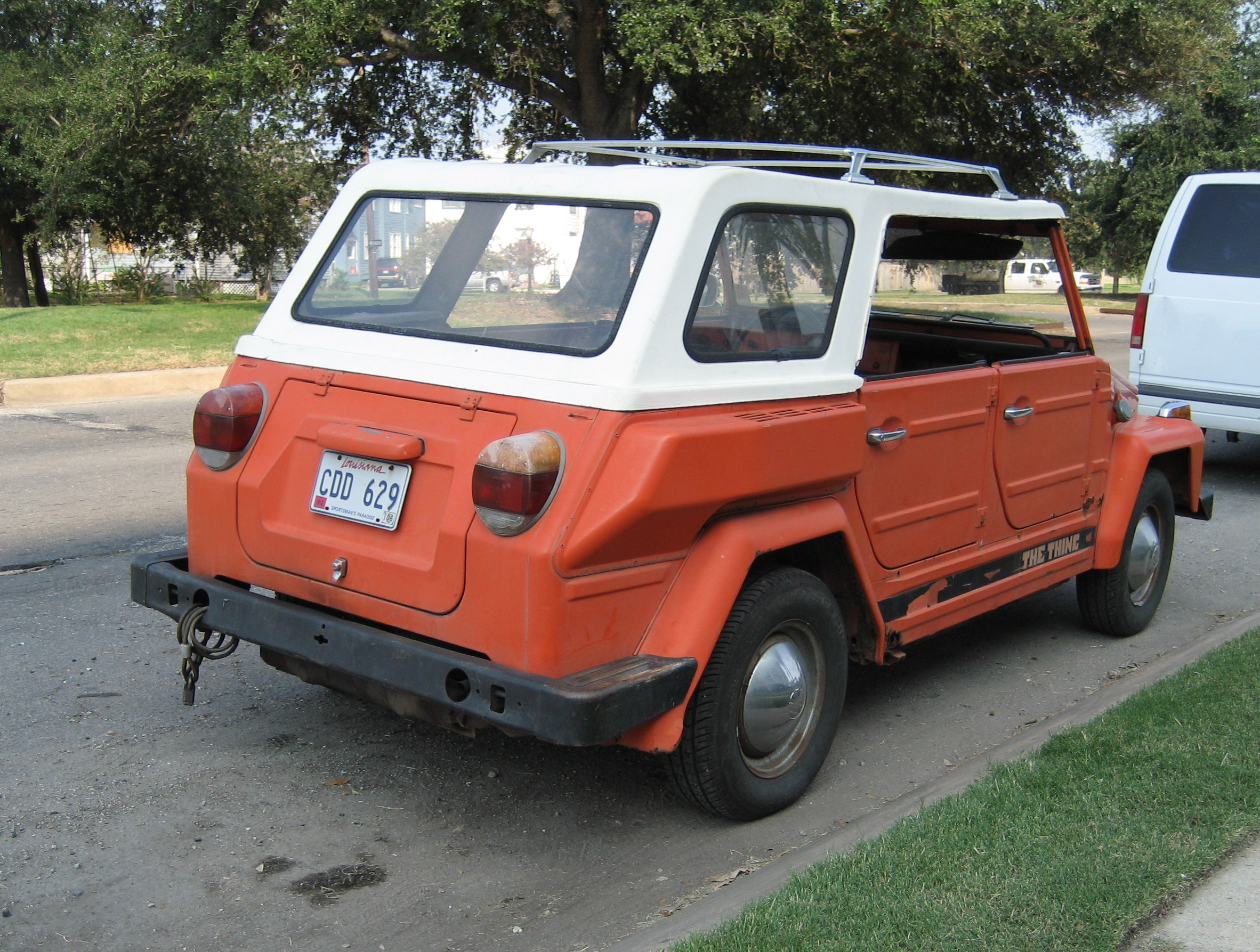
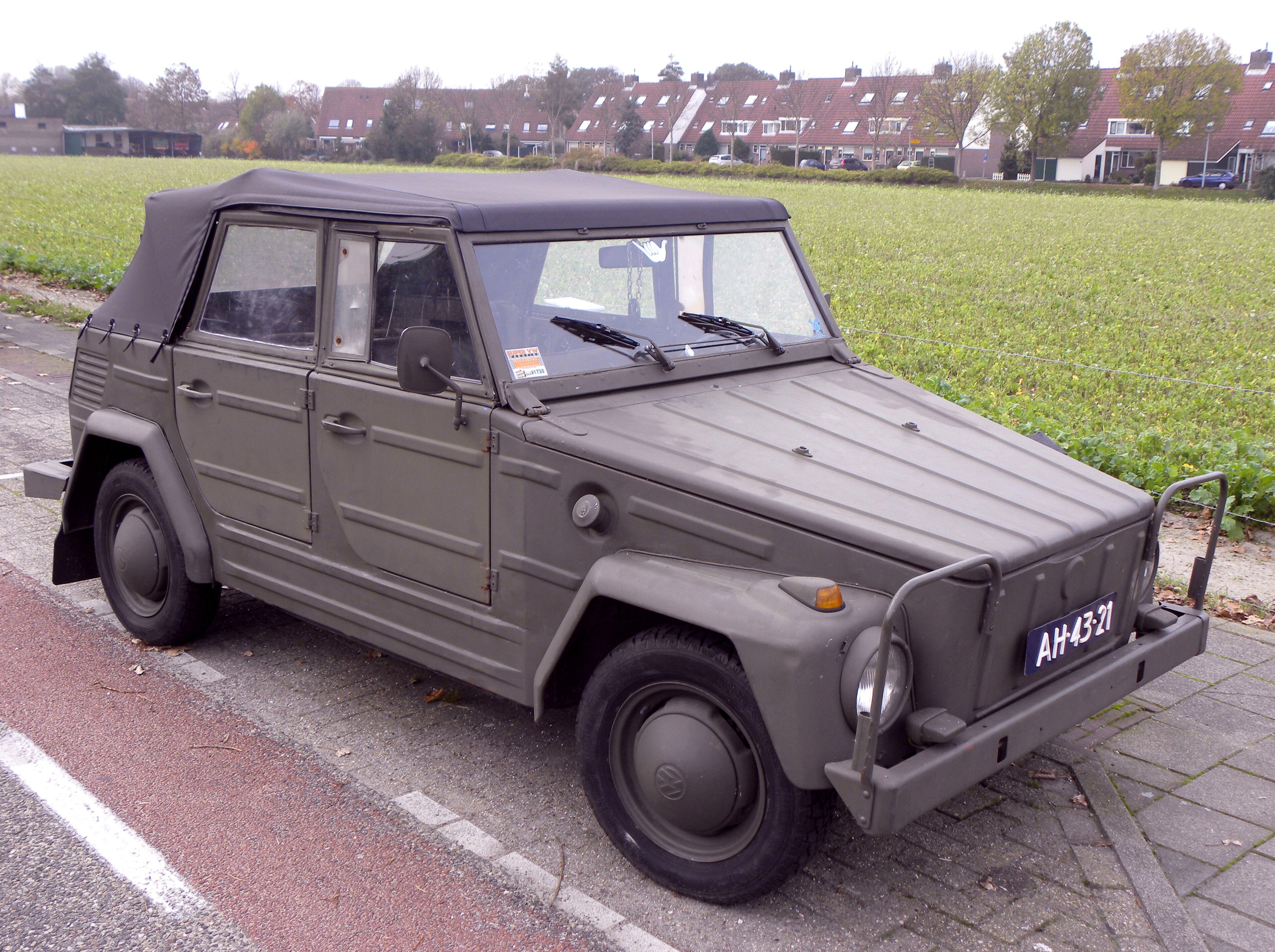
Bundeswehrbezeichnung gemäß TDv 2310/001-12, PKW 0,4 t tmil 4 × 2
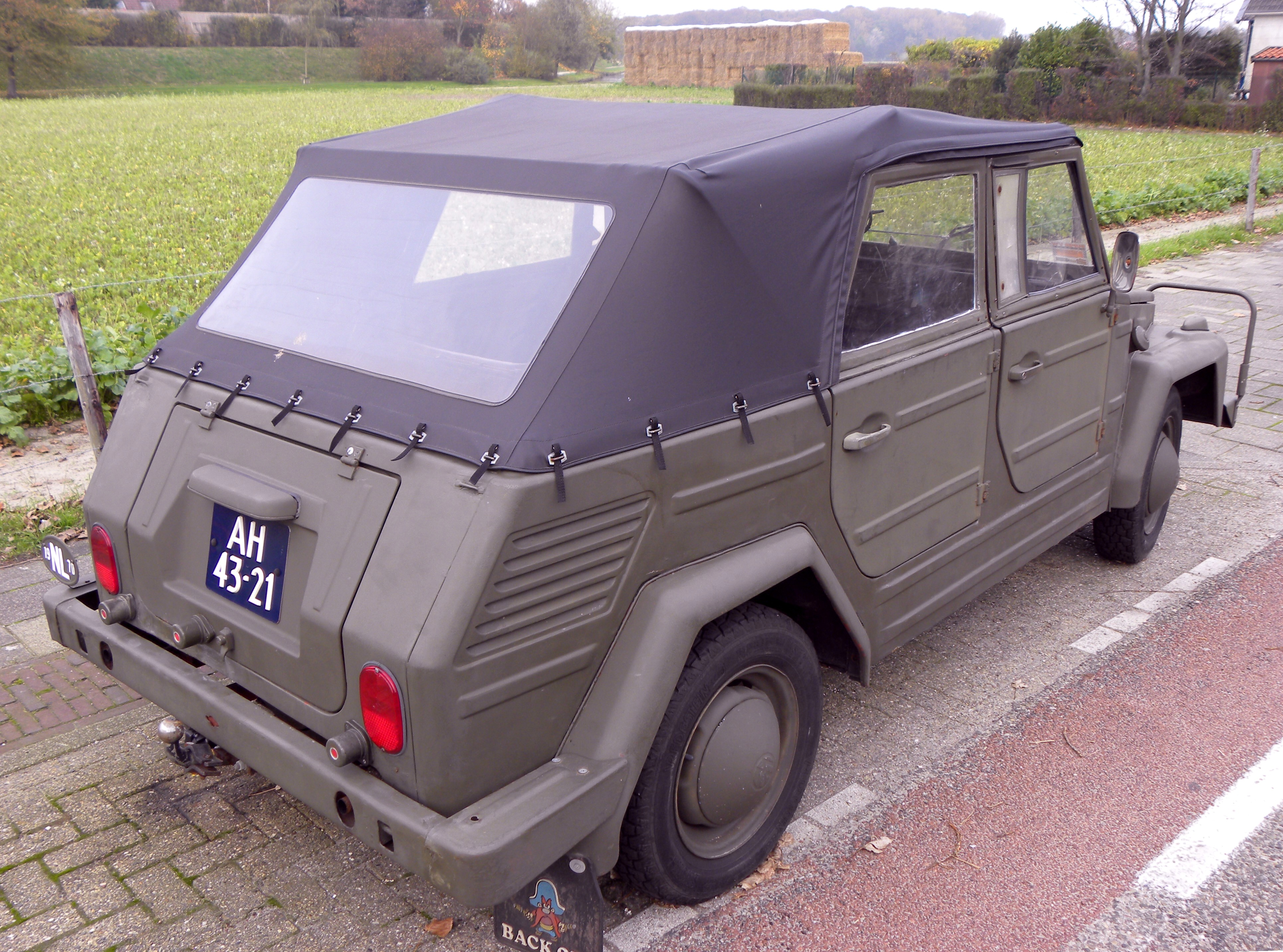
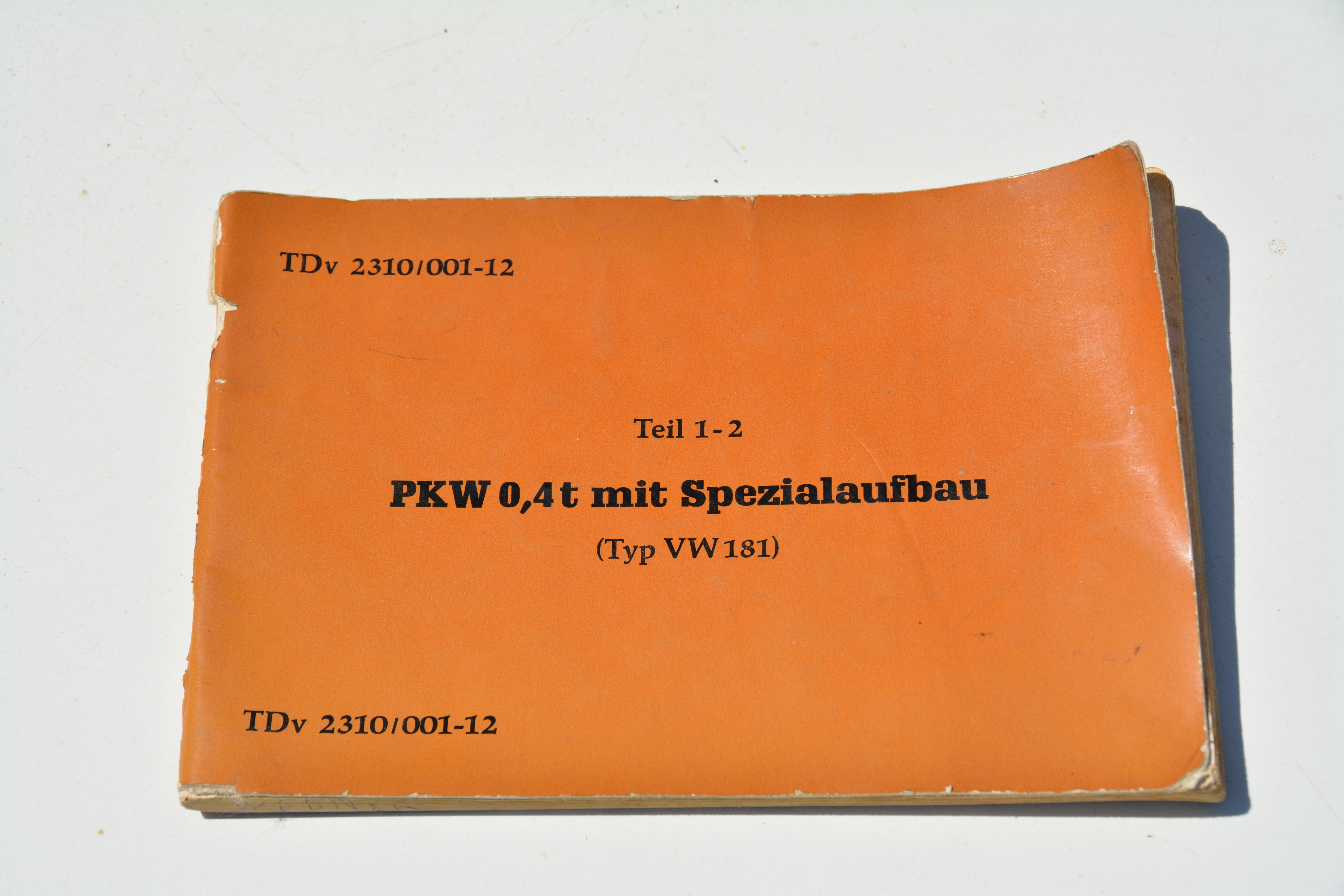
TDv 2310/001-12, Teil 1-2, PKW 0,4t mit Spezialaufbau (Typ VW 181).

### Modellpflege

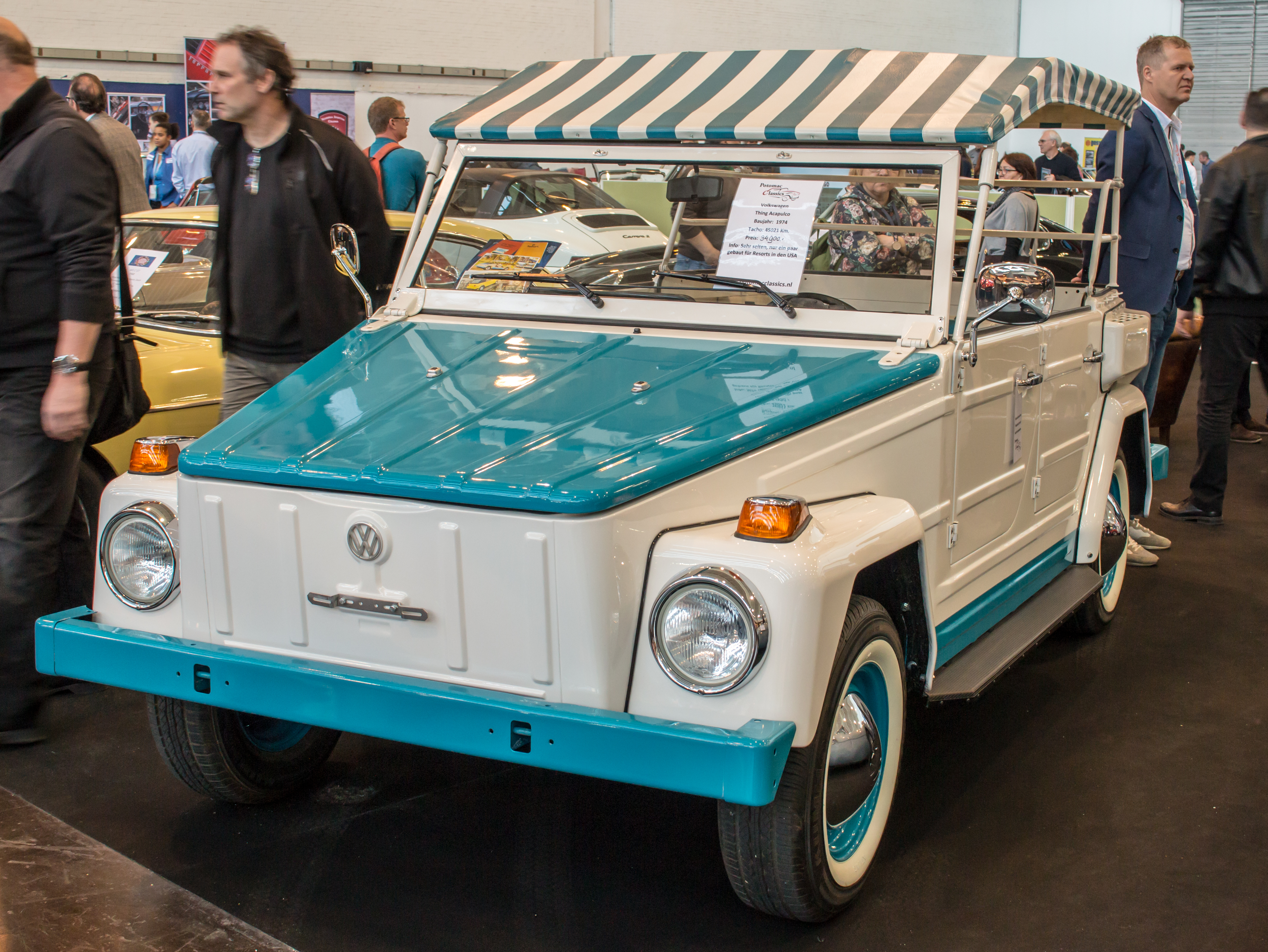
Sondermodell Thing Acapulco, für das Hotel „Las Brisas“ in Acapulco entwickelt

Größere Veränderungen erfolgten 1973: Der Motor wurde höher verdichtet und leistete nun bei gleich gebliebenem Hubraum 48 PS (35 kW). Die Pendelachse wurde durch eine Schräglenkerachse mit Doppelgelenkwellen wie beim VW 1302/1303 ersetzt. Eine Konstruktionsverbindung des Käfer- mit einem seinerzeit aktuellen Busgetriebe ersetzte die veraltete Vorgelegekonstruktion. Die Reifengröße wurde von 165 R 15 auf 185 R 14 geändert. Eine Frischluftheizung ersetzte die obligate Standheizung in Verbindung mit großen Luftansaugkästen oberhalb der hinteren Kotflügel, damit vom Motor keine Abgase angesaugt werden und in den Innenraum gelangen konnten (nach dem gleichen Prinzip wie beim Käfer). Bundeswehrfahrzeuge blieben davon ausgenommen, zum einen wegen der Mehrkosten, zum anderen wegen der beibehaltenen Standheizung und der Militärabgasanlage. Die zivile Version besaß einen Quertopf ähnlich dem Typ 1.
Preislich lag der mit dem VW Käfer Cabrio und dem Karmann Ghia dritte offene Volkswagen auf einem hohen Niveau. Privatkunden mussten 8500 DM für ein spartanisch ausgestattetes Fahrzeug zahlen. Ein Sperrdifferential kostete 435 DM extra.
Die Bundeswehr orderte 15.275 „Pkw 0,4 t tmil 4×2“ (Pkw, 0,4 Tonnen Nutzlast, teilmilitarisiert, vier Räder, davon zwei angetrieben). Sie wurden von 1969 bis Ende 1979 ausgeliefert.
Auch der Bundesgrenzschutz setzte den VW 181 in den 1970er Jahren zum Einsatz, vorwiegend als Streifenfahrzeug an der innerdeutschen Grenze. Für den Katastrophenschutz wurden 200 Fahrzeuge bestellt. Die meisten von ihnen wurden als ABC-ErkKW (ABC-Erkundungskraftwagen) in ABC-Zügen eingesetzt.
Die Produktion des „Kurierwagens“ begann 1968 mit 16 Exemplaren im Stammwerk Wolfsburg. Im Oktober 1969 begann die Serienproduktion. Bis März 1974 wurden dort 57.574 Einheiten hergestellt. Danach wurde die Produktion in das Volkswagenwerk Hannover verlegt. In Hannover verließen von April 1974 bis Juli 1975 insgesamt 10.629 Fahrzeuge das Band. Die letzte inländische Fertigungsstätte mit 2.323 Einheiten war das VW-Werk Emden (Produktionsende Januar 1978). In Amerika wurde der „Kurierwagen“ mit beachtlichem Erfolg vertrieben. 1970 und 1971 wurden CKD-Bausätze aus Wolfsburg exportiert und im Empfängerland montiert. Ab 1972 wurde der VW Safari komplett in Mexiko gebaut. Die aus dieser Produktion stammenden Fahrzeuge sind an den groß dimensionierten „Elefantenfuß-Rückleuchten“ wie beim VW Käfer 1303 zu erkennen. Ab Anfang 1978 wurden in Mexiko auch noch VW 181 für die Bundeswehr mit den ursprünglichen T1-Rückleuchten gebaut und nach Deutschland exportiert (auf dem Rahmentunnel findet man unterhalb der FIN ein Adlerwappen mit dem Vermerk „Hecho en Mexico“).
Das Aus für den VW Safari in den USA kam zum Jahresbeginn 1975, da er dort neu erlassene Sicherheitsbestimmungen für Neufahrzeuge nicht erfüllen konnte. Dadurch sank der Absatz. Im Jahr 1980 liefen in Puebla nur noch 695 Fahrzeuge vom Band. Danach wurde im Juli 1980 in der letzten Fertigungsstätte für den VW 181 die Produktion nach 64.254 Einheiten eingestellt. In der Zeit von 1968 bis 1980 rollten 140.768 Fahrzeuge von den Bändern, was die Erwartungen bei Volkswagen übertraf.
VW übernahm einige Teile des VW Typs 181 VW nach der Produktionseinstellung für den VW Iltis, zum Beispiel Verdeckspriegel, Sonnenblenden, Scheibenwischermotoren, das Scheibenglas und die Scheibenrahmen (mit geänderten Scharnieren).

## Technische Daten
|                                         | 08/1969–07/1970                                        | 08/1970–02/1973                                        | 03/1973–1980                                           |
| Motorkenndaten                          |                                                        |                                                        |                                                        |
| Motortyp                                | 4 Zylinder-Boxermotor (Heckmotor)                      | 4 Zylinder-Boxermotor (Heckmotor)                      | 4 Zylinder-Boxermotor (Heckmotor)                      |
| Bohrung × Hub                           | 83,0 mm × 69,0 mm                                      | 85,5 mm × 69,0 mm                                      | 85,5 mm × 69,0 mm                                      |
| Hubraum                                 | 1493 cm³                                               | 1584 cm³                                               | 1584 cm³                                               |
| max. Leistung bei min−1                 | 33 kW (44 PS)/ 4000                                    | 33 kW (44 PS)/ 3800                                    | 35 kW (48 PS)/ 4000                                    |
| max. Drehmoment bei min−1               | 100 Nm/ 2000                                           | 98 Nm/ 2000                                            | 100 Nm/ 2000                                           |
| Verdichtungsverhältnis                  | 7,5:1                                                  | 6,6:1                                                  | 7,3:1                                                  |
| Vergaser                                | 1 Fallstromvergaser Solex 30 PICT-2 mit Startautomatik | 1 Fallstromvergaser Solex 31 PICT-3 mit Startautomatik | 1 Fallstromvergaser Solex 34 PICT-3 mit Startautomatik |
| Kühlung                                 | Luftkühlung                                            | Luftkühlung                                            | Luftkühlung                                            |
| Kraftübertragung                        |                                                        |                                                        |                                                        |
| Antrieb                                 | Heckantrieb                                            | Heckantrieb                                            | Heckantrieb                                            |
| Kupplung                                | Einscheibentrockenkupplung                             | Einscheibentrockenkupplung                             | Einscheibentrockenkupplung                             |
| Getriebe                                | synchronisiertes 4-Gang-Schaltgetriebe                 | synchronisiertes 4-Gang-Schaltgetriebe                 | synchronisiertes 4-Gang-Schaltgetriebe                 |
| Messwerte                               |                                                        |                                                        |                                                        |
| Höchstgeschwindigkeit                   | 115 km/h                                               | 120 km/h                                               | 120 km/h                                               |
| Beschleunigung, 0–100 km/h              | 34 s                                                   | 30 s                                                   | 30 s                                                   |
| Kraftstoffverbrauch auf 100 km (Straße) | 12 Liter                                               | 12 Liter                                               | 12,5 Liter                                             |
| Kraftstofftank                          | 40 Liter                                               | 40 Liter                                               | 40 Liter                                               |
| Quelle:                                 |                                                        |                                                        |                                                        |

## Trivia
Im Film Spaceballs fährt ein verfremdeter VW181 mit Lord Helmchen in der Wüste.